# Videogiochi nel 1998

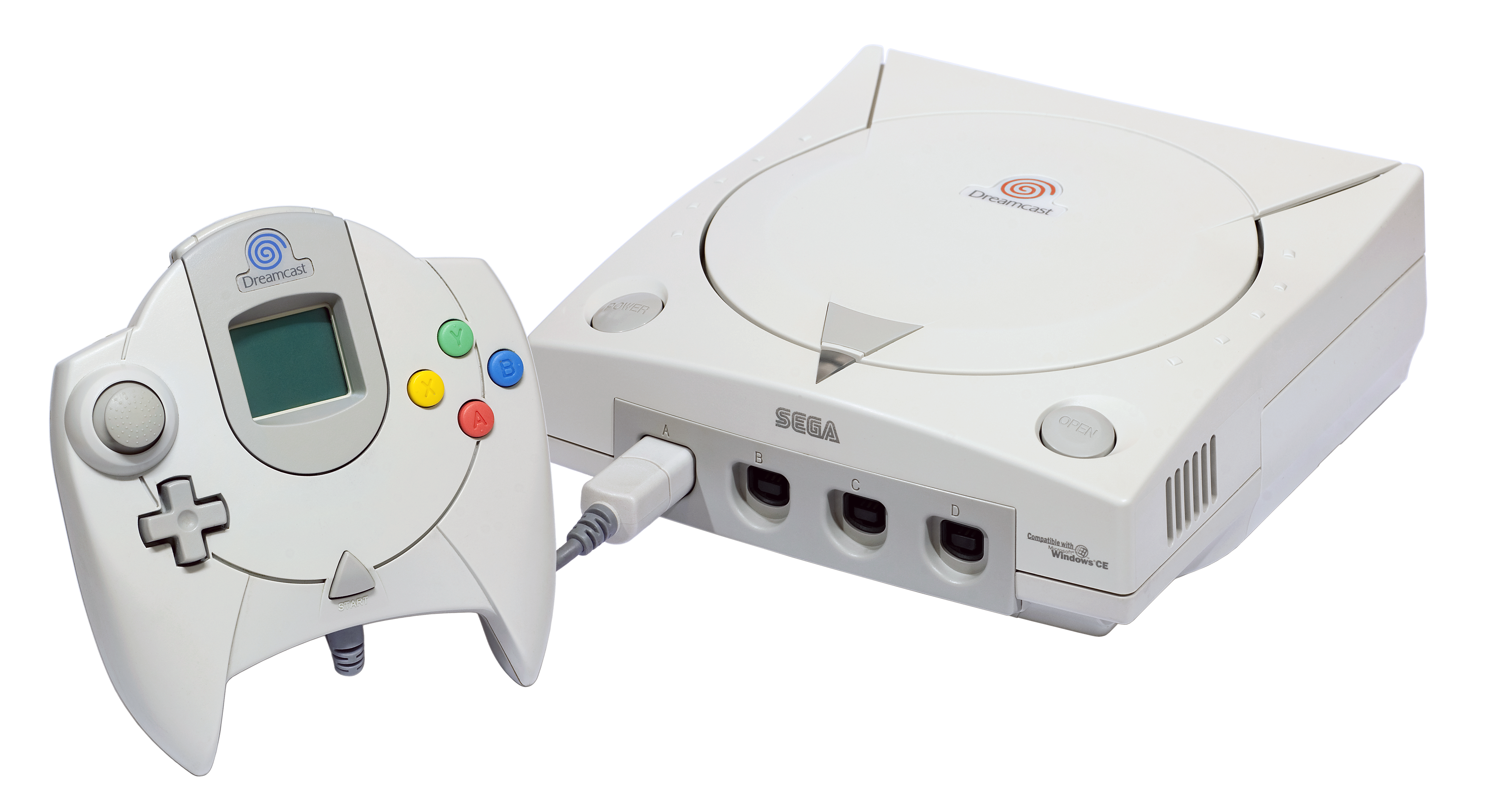
Dreamcast

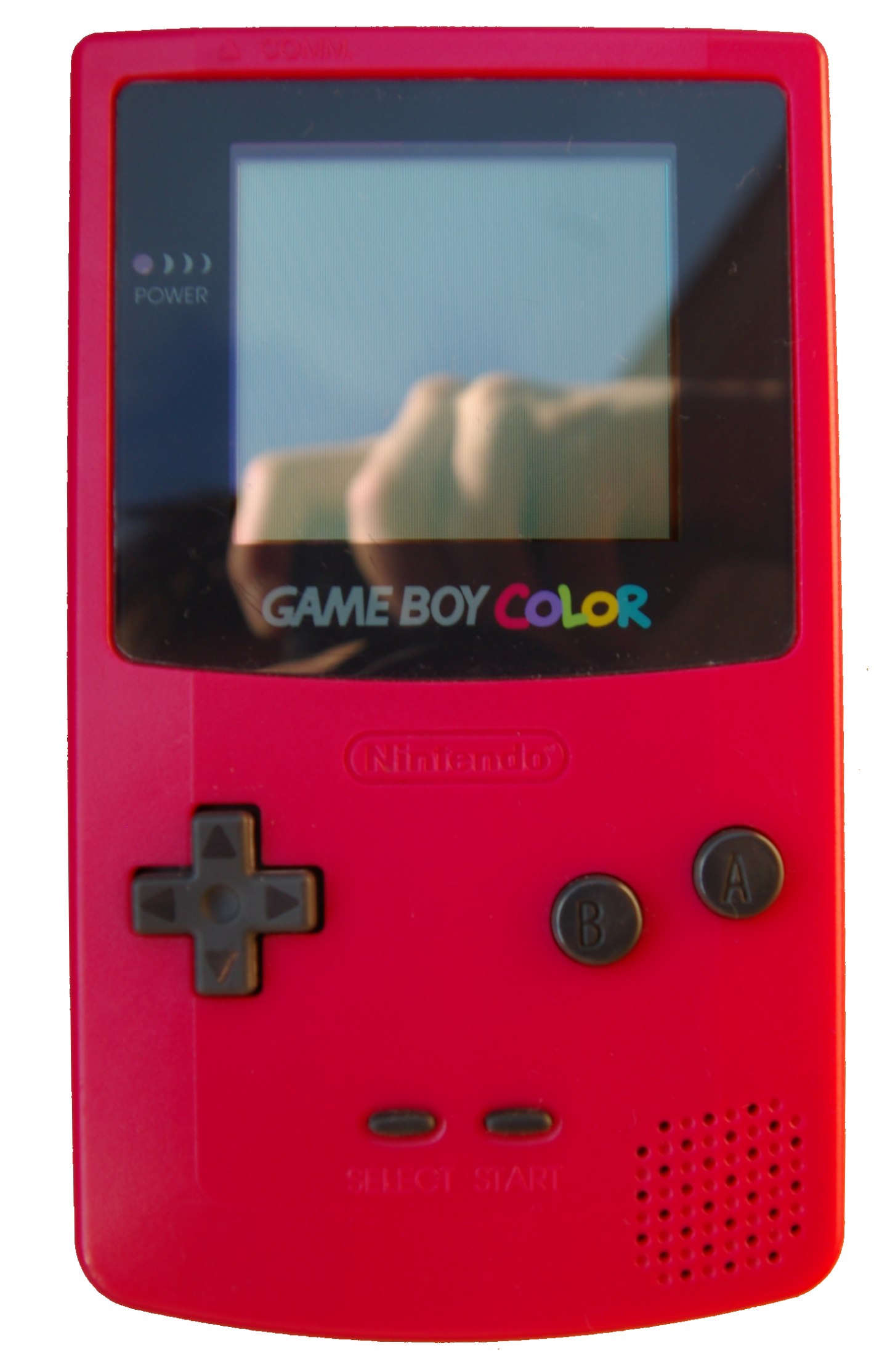
Game Boy Color

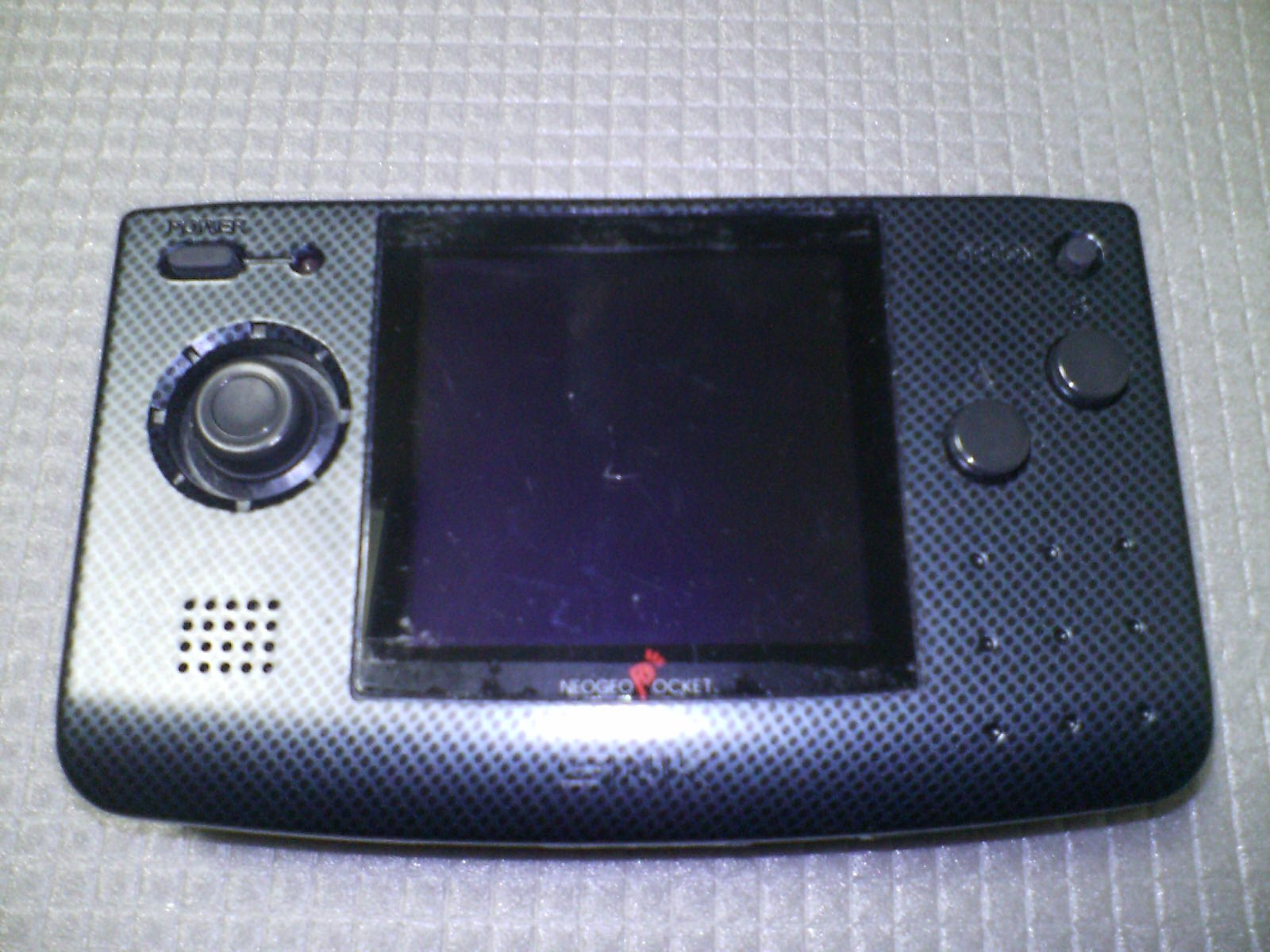
Neo Geo Pocket

Eventi rilevanti avvenuti nell'industria dei videogiochi nel 1998. 
Per un elenco delle voci su giochi usciti nell'anno vedi Categoria:Videogiochi del 1998.

## Eventi

### Aziende
- maggio — Hasbro Interactive acquista Atari Corporation, crollata dopo il fallimento della console Atari Jaguar[1].
- giugno — Eidos Interactive acquista Crystal Dynamics, ottenendo importanti licenze come Legacy of Kain e Gex; in seguito Crystal verrà assegnata a lavorare su Tomb Raider[1].
- agosto — Hasbro Interactive acquista Microprose[1].
- agosto — Electronic Arts acquista Westwood Studios e con essa la divisione nordamericana di Virgin Games, nell'ambito di un processo di espansione che sarebbe poi continuato[1].
- dicembre — Take Two Interactive fonda l'etichetta Rockstar Games; la notizia passò quasi inosservata sulla stampa, a dispetto della grande importanza che avrà l'azienda[1].
- ottobre — Viene fondata la Level-5.
- Ocean Software viene acquisita da Infogrames per 100 milioni di sterline britanniche e rinominata Infogrames UK.
- Hasbro acquista Tiger Electronics
- Viene fondata la Retro Studios
- Square e Electronic Arts formano Square Electronic Arts per pubblicare i titoli Square negli USA.
- Troika Games viene fondata

### Hardware
- giugno — SEGA dismette ufficialmente la console Sega Saturn in Giappone e Nord America. Era stata un fallimento commerciale senza precedenti per l'azienda. Il presidente e AD Hayao Nakayama si dimette poco prima[1].
- settembre — Nintendo mette in vendita con successo la Game Boy Camera, accessorio per il Game Boy[1].
- ottobre — Nintendo mette in vendita la console portatile Game Boy Color in Giappone, ricevendo un'accoglienza trionfale[1].
- ottobre — SNK presenta la console portatile Neo Geo Pocket in Giappone; avrà modesto successo in patria e in parte dell'Asia, senza mai arrivare in Occidente[1].
- novembre — Nintendo mette in vendita la console portatile Game Boy Color in Nord America ed Europa[1].
- novembre — SEGA mette in vendita la console Sega Dreamcast in Giappone; sarà l'ultima console dell'azienda[1].
- Majesco Sales Inc. vende la console Genesis 3, variante del Mega Drive.
- SEGA presenta il sistema arcade NAOMI, una console Dreamcast modificata.
- Nintendo lancia la serie di giochi elettronici portatili Nintendo Mini Classics.
- SEGA dismette la console Mega Drive in Europa.

### Giochi
- 1º aprile — Blizzard Entertainment pubblica StarCraft, primo capitolo della serie StarCraft[1].
- 22 maggio — Epic Games pubblica Unreal, primo capitolo della serie Unreal.
- 22 giugno — Insomniac Games pubblica Spyro the Dragon, primo capitolo della serie Spyro the Dragon.
- 29 giugno — Rare pubblica Banjo-Kazooie, primo capitolo della serie Banjo-Kazooie.
- 19 novembre- Esce il capolavoro Half-Life per PC, superato nelle vendite solo da Resident Evil 2 per console, ma considerando che il PC era ancora una piattaforma molto più soggetta alla pirateria informatica, il secondo posto di Half-Life è un risultato notevole anche commercialmente[1]. Darà il via alla serie Half-Life.
- 3 settembre - Esce Metal Gear Solid, pietra miliare della serie Metal Gear[1].
- Esce lo storico The Legend of Zelda: Ocarina of Time[1].
- 17 giugno - Esce MediEvil, primo capitolo della serie MediEvil[1].
- Esce Gran Turismo, primo capitolo della serie Gran Turismo[1].
- Esce Baldur's Gate, primo capitolo della serie Baldur's Gate[1].
- Esce Xenogears, precursore della serie Xenosaga[1].
- Esce Grim Fandango, destinato a diventare un cult[1].
- Esce Army Men, primo capitolo della serie Army Men.

### Classifiche
- I 10 titoli più venduti sono, in ordine decrescente, Resident Evil 2, Half-Life, Pokémon Rosso e Blu, Tomb Raider III, Metal Gear Solid, Crash Bandicoot: Warped, The Legend of Zelda: Ocarina of Time, MediEvil, Gran Turismo, Spyro the Dragon[1].
- I 10 maggiori successi in sala giochi sono Sega Rally 2, Street Fighter Alpha 3, Metal Slug 2, Soul Calibur, Star Wars Trilogy Arcade, Daytona USA 2: Battle on the Edge, The King of Fighters '98, The House of the Dead 2, Marvel vs. Capcom: Clash of Super Heroes, Virtua Striker 2 '98 Edition[1].
- I 10 sistemi più diffusi sono Game Boy, PC, PlayStation, Nintendo 64, Game Boy Color, Super Nintendo, Neo Geo Pocket, Sega Saturn, Sega Dreamcast, Neo Geo CD. Nonostante sia l'età dell'oro della PlayStation, nelle vendite hardware è terza dopo Game Boy e PC, praticamente privi di concorrenti nei rispettivi ambiti; lo scarto tra il terzo e il quarto posto, occupato dal Nintendo 64, è enorme[1].
- I 10 editori con più fatturato sono Sony, Nintendo, Capcom, Electronic Arts, Eidos Interactive, Konami, Squaresoft, Namco, Sega, SNK. Sony consolida sempre più il predominio conquistato da due anni, Nintendo resta forte grazie a Game Boy e Pokémon, segue Capcom con il suo Resident Evil[1].

### Altro
- Marzo — la British Academy of Film and Television Arts inaugura i premi BAFTA Interactive Entertainment Awards, nei quali i videogiochi avranno un ruolo fondamentale[1] (fino alla nascita dei British Academy Video Games Awards a loro esclusivamente dedicati).